# Excavator (microarchitecture)
Steamroller – Family 15h (3rd-gen) Zen
AMD Excavator (Family 15h) est une microarchitecture développée par AMD pour succéder à Steamroller en tant que quatrième génération de microarchitecture 
basée sur Bulldozer. Elle est utilisée pour les processeurs d'APU et pour les processeurs normaux.
L’APU basé sur Excavator pour les applications grand public s’appelle Carrizo et a été lancé en 2015,. L’APU Carrizo est conçu pour être conforme à la norme HSA 1.0 (en). Une variante d’APU et de CPU basée sur Excavator, nommée Toronto, pour les marchés des serveurs et des entreprises, a également été produite.
Excavator était la dernière révision de la famille « Bulldozer », avec deux nouvelles microarchitectures remplaçant Excavator un an plus tard,. Excavator a été remplacé par l’architecture Zen x86-64 au début de l’année 2017,.

## Architecture
Excavator a ajouté la prise en charge matérielle de nouvelles instructions telles que AVX2, BMI2 et RDRAND. Excavator est conçu à l’aide de bibliothèques haute densité (dites « minces ») normalement utilisées pour les GPU afin de réduire la consommation d'énergie et la taille des puces, ce qui permet d’augmenter de 30 % l’efficacité de l’utilisation de l’énergie. Excavator peut traiter jusqu’à 15 % d’instructions en plus par cycle d'horloge que la microarchitecture précédente Steamroller.

## Processeurs

### Gammes d'APU
Trois gammes d’APU ont été annoncées ou lancées :
1. Marchés économiques et grand public (ordinateurs de bureau et portables) : APU Carrizo
  - Les APU pour portables Carrizo ont été lancés en 2015 sur la base des cœurs x86 Excavator et disposent d’une architecture système hétérogène (en) pour le partage intégré des tâches entre les CPU et les GPU, ce qui permet à un GPU d’exécuter des fonctions de calcul, ce qui est censé offrir des augmentations de performances plus importantes que la seule réduction de la taille de gravure[5].
  - Les APU pour PC de bureau Carrizo ont été lancés en 2018. Le produit grand public (A8-7680) dispose de 4 cœurs Excavator et d’un GPU basé sur l’architecture GCN 1.2. En outre, un APU d’entrée de gamme (A6-7480) avec 2 cœurs Excavator est également lancé.
2. Marchés économiques et grand public (PC de bureau et portables) : APU Bristol Ridge et Stoney Ridge (pour les ordinateurs portables d’entrée de gamme)[14]
  - Les APU Bristol Ridge utilisent le socket AM4 et la RAM DDR4
  - Les APU Bristol Ridge ont jusqu’à 4 cœurs de CPU Excavator et jusqu’à 8 cœurs de GPU GCN de 3e génération
  - Jusqu’à 20 % d’augmentation des performances du processeur par rapport à Carrizo
  - TDP de 15 W à 65 W, 15 à 35 W pour les PC portables
3. Marchés des entreprises et des serveurs : APU Toronto
  - L’APU Toronto pour les marchés des serveurs et des entreprises comportait quatre modules de coeurs CPU x86 Excavator et un cœur de GPU intégré Volcanic Islands.
  - Les coeurs Excavator ont un meilleur IPC que les coeurs Steamroller. L’amélioration est de 4 à 15 %.
  - Prise en charge de HSA (en)/hUMA, DDR3/DDR4, PCIe 3.0, GCN 1.2[5],[6],[10]
  - L’APU Toronto était disponible en variantes BGA et SoC. La variante SoC avait le southbridge sur la même puce que l’APU pour économiser de l’espace et de l’énergie et optimiser les charges de travail.
  - Un système complet avec un APU Toronto aurait une consommation d’énergie maximale de 70 W.

### Gammes de CPU pour PC de bureau
Il n’y a pas de processeurs construits sur des architectures Steamroller (Bulldozer de 3e génération) ou Excavator (Bulldozer de 4e génération) pour les plates-formes de PC de bureau haut de gamme.
Un CPU Excavator pour PC de bureau a été annoncé le 2 février 2016, nommé Athlon X4 845. En 2017, trois autres processeurs pour PC de bureau (Athlon X4 9x0) ont été lancés. Ils sont livrés en Socket AM4, avec un TDP de 65 W. Il s’agit en fait d’APU dont les cœurs graphiques sont désactivés.
| Marque    | Numéro de modèle | Nom de code   | Freq. (GHz) | Freq. (GHz) | Cœurs | TDP (W) | Socket | Cache    | Cache  | PCI Express 3.0 | IPC relatif | Verrouillé |
| Marque    | Numéro de modèle | Nom de code   | Base        | Turbo       | Cœurs | TDP (W) | Socket | L1D      | L2     | PCI Express 3.0 | IPC relatif | Verrouillé |
| --------- | ---------------- | ------------- | ----------- | ----------- | ----- | ------- | ------ | -------- | ------ | --------------- | ----------- | ---------- |
| Athlon X4 | 845              | Carrizo       | 3.5         | 3.8         | 4     | 65      | FM2+   | 4x 32 KB | 2x1 MB | x8              | 1.0         | Oui        |
| Athlon X4 | 940              | Bristol Ridge | 3.2         | 3.6         | 4     | 65      | AM4    | 4x 32 KB | 2x1 MB | x16             | 1.1         | Non        |
| Athlon X4 | 950              | Bristol Ridge | 3.5         | 3.8         | 4     | 65      | AM4    | 4x 32 KB | 2x1 MB | x16             | 1.1         | Non        |
| Athlon X4 | 970              | Bristol Ridge | 3.8         | 4.0         | 4     | 65      | AM4    | 4x 32 KB | 2x1 MB | x16             | 1.1         | Non        |

### Lignes de serveur
Les feuilles de route AMD Opteron pour 2015 présentent l’APU Toronto et le CPU Toronto basés sur  Excavator destinés aux applications en cluster à un processeur (1P) :
- Pour les clusters de services Web et d’entreprise 1P :
  - CPU Toronto – architecture Excavator x86 à quatre cœurs
  - projet de processeur Cambridge – coeur AArch64 64 bits
- Pour les clusters de calcul et de médias 1P :
  - APU Toronto – Architecture Excavator x86 à quatre cœurs
- Pour les serveurs 2P/4P :
  - Processeur Varsovie – 12/16 cœurs x86 Piledriver (Bulldozer de 2e génération) (Opteron 6338P et 6370P)
  - pas de projets pour les architectures Steamroller (Bulldozer de 3e génération) ou Excavator (Bulldozer de 4e génération) sur les plates-formes multiprocesseurs haut de gamme